# Імені Бориса Олійника
І́мені Бори́са Олі́йника (до 21 жовтня 2000 — Дроздівка) — проміжна залізнична станція 5 класу
Київської дирекції Південно-західної залізниці на лінії Чернігів — Ніжин поблизу селища міського типу Куликівка Чернігівської області між станціями Муравійка (11 км) та Вересоч (9 км).

## Історичні відомості
У грудні 1991 року була створена Державна адміністрація залізничного транспорту України (Укрзалізниця). Першим її президентом став Борис Степанович Олійник, який поєднував обов'язки начальника Південно-Західної залізниці. Керував Борис Степанович Укрзалізницею до 9 серпня 1993 року.

Станція у 2014 році

1 жовтня 1999 року, приблизно о 19 год. 45 хв., біля своєї київської квартири по вул. Олеся Гончара двома кулями, випущеними кілером, був застрелений. Разом з Б. С. Олійником був застрелений також його водій, який перебував поруч.
На вшанування пам'яті Бориса Олійника 21 жовтня 2000 року станція Дроздівка була перейменована на станцію Імені Бориса Олійника.

## Пасажирське сполучення
На станції зупиняються приміські потяги сполученням "Чернігів-Ніжин" (5 пар), та "Чернігів - ім.Бориса Олійника" (4 пари, кінцева). Також зупиняється 2 регіональних потяги сполучення Чернігів-Київ.
З 01.07.2022 відновлено зупинку регіональних потягів "Київ(Вінниця)-Чернігів" по станціях Вертіївка та Вересоч.
Зверніть увагу, приміські потяги сполученням Чернігів-ім. Бориса Олійника скасовано. Натомість з 5 листопада 2022 р. призначено 6-у пару в приміському сполученні "Чернігів-Ніжин". Регулярність руху пт,сб,нд. Також регіональний експрес Вінниця- Чернігів скасовано на ділянці "Вінниця-Київ". Розклад руху приміських потягів по станції: https://swrailway.gov.ua/timetable/eltrain/?sid=179&lng=.   
Придбати квитки на регіональні потяги можна на сайті: https://booking.uz.gov.ua/, у касах вокзалу чи в мобільному додатку Укрзалізниці.
| Рух поїздів по станції Імені Бориса Олійника |                         |                | |                             |
| №                                            | Маршрут сполучення      | Час по станції | Проміжні станції                                                                                   | Періодичність курсування    |
| Регіональне сполучення                       |                         |                | |                             |
| 888/ 877                                     | Чернігів — Київ,Фастів  | 08:08-08:09    | Вересоч, Вертіївка, Ніжин, Бровари, Дарниця, Видубичі, Київ-Пасажирський, Вишневе, Боярка          | Крім середи                 |
| 892/ 891                                     | Фастів, Київ — Славутич | 10:28-10:29    | Боярка, Вишневе, Київ-Пасажирський, Видубичі, Дарниця, Бровари, Ніжин, Вертіївка                   | Крім вівторків та четвергів |
| 894/ 893                                     | Славутич— Київ,Фастів   | 18:20-18:25    | Вертіївка, Ніжин, Бровари, Дарниця, Видубичі, Київ-Деміївський, Київ-Пасажирський, Вишневе, Боярка | Крім вівторків та четвергів |
| 886/ 885                                     | Фастів, Київ— Чернігів  | 20:25-20:26    | Вересоч, Вертіївка, Ніжин, Бровари, Дарниця, Видубичі, Київ-Пасажирський, Вишневе, Боярка          | Крім середи                 |